# Barbara Cochran
Barbara Ann Cochran, ameriška alpska smučarka, * 4. januar 1951, Claremont, New Hampshire, ZDA.
Svoj največji uspeh je dosegla na Zimskih olimpijskih igrah 1972, ko je postala olimpijska prvakinja v slalomu, tekma je štela tudi za svetovno prvenstvo. Leta 1970 je postala svetovna podprvakinja v isti disciplini. V svetovnem pokalu je tekmovala sedem sezon med letoma 1968 in 1974 ter dosegla tri zmage in še petnajst uvrstitev na stopničke. V skupnem seštevku svetovnega pokala se je najvišje uvrstila na 5. mesto leta 1970, ko je tudi zasedla drugo mesto v slalomskem seštevku.
Tudi njeni trije sorojenci so bili alpski smučarji in udeleženci olimpijskih iger, Marilyn Cochran, Lindy Cochran in Bob Cochran, prav tako nečak Jimmy Cochran.